# Teleradio-Moldova
TeleRadio-Moldava (TRM) je moldavský státní rozhlasový a televizní vysílatel. Vlastní dva televizní kanály a tři rozhlasové stanice. TRM byla přijata za plnoprávného aktivního člena Evropské vysílací unie 1. ledna 1993 pod svým dřívějším názvem Radioteleviziunea Nationala din Moldova (RTNM).

## Historie

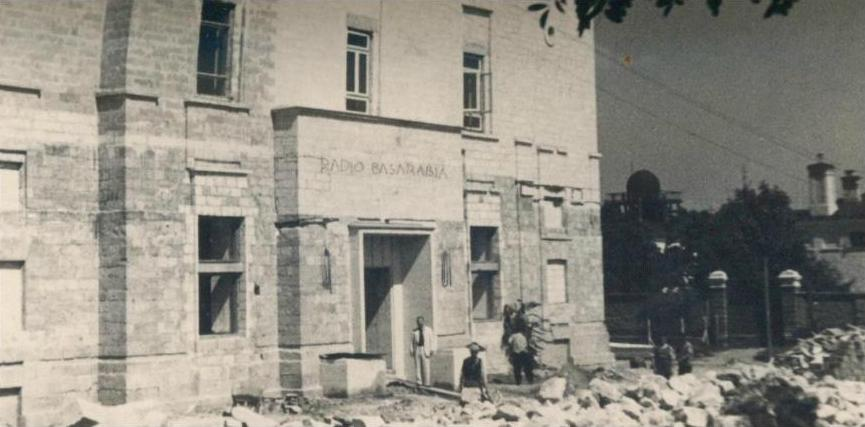
Rádio v Kišiněvě v roce 1937

První rozhlasové vysílání v Moldavsku odvysílala 1. listopadu 1928 Radiotelefonní vysílací společnost v Bukurešti. Dne 30. října 1930 začala v Tiraspolu vysílat sovětská rozhlasová stanice o výkonu 4 kW, jejímž hlavním cílem byla protirumunská propaganda do Moldavska mezi Prutem a Dněstrem. Nový rozhlasový stožár M. Gorkého, postavený v roce 1936 v Tiraspolu, umožnil větší pokrytí území Besarábie. V této souvislosti v roce 1937 darovala radnice v Kišiněvě rumunské rozhlasové společnosti budovu, aby zde otevřela první rozhlasovou stanici, která měla čelit sovětské propagandě. Experimentální programy začaly vysílat v prvních dnech června 1939. Vysílač instalovaný Marconi Company v Kišiněvě byl nejlepší v Rumunsku. První rozhlasová stanice v Kišiněvě byla "dvakrát silnější než bukurešťská nebo tiraspolská", napsal v červenci 1939 list Gazeta Basarabiei.

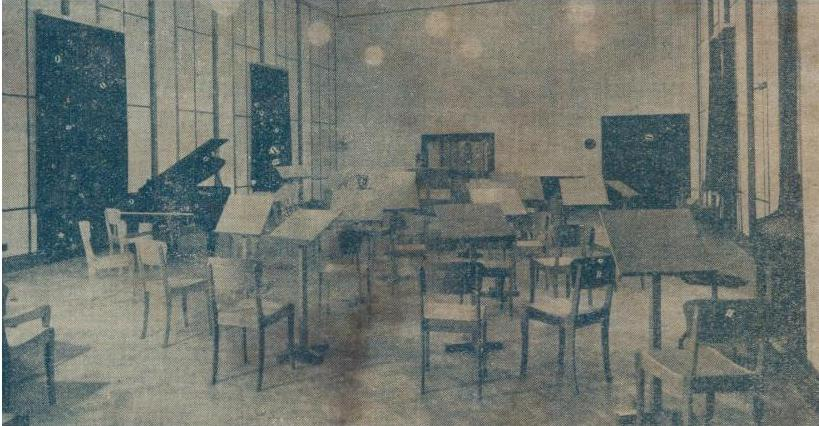
Radio Basarabia v roce 1940

Společnost zahájila činnost 8. října 1939 jako Radio Basarabia, druhá rozhlasová stanice Rumunské rozhlasové společnosti. Dne 8. října 1939 zahájila Rumunská rozhlasová vysílací společnost v Kišiněvě vysílání stanice Radio Basarabia (s vlastními pořady v rumunštině a ruštině). Při zahájení vysílání první rozhlasové stanice v Kišiněvě byla z katedrály Narození Páně vysílána bohoslužba. Výkon vysílání bylo možné zvýšit z 20 kW na 200 kW a příjem byl díky přímému šíření vln možný i v Moskvě nebo Leningradě. K dispozici byla tři studia, největší pro symfonické orchestry, sbory a operní kapelu, prostřední pro komorní hudbu a sólisty a třetí určené pro lektory a hlasatele, vybavené nejmodernější technikou. Radio Bessarabia mělo šest útvarů: sekretariát, technickou službu, servisní programy, administrativní službu, soudní oddělení a obchodní oddělení. Po sovětské okupaci v červnu 1940 byla z Huși stažena většina záložního materiálu, personálu a archivu, nikoli však vysílač. Rudá armáda vyhodila budovu do povětří a těla těch, kteří zůstali pracovat pro rozhlas, byla nalezena ve studni.
V roce 1958 se Nicolae Lupan stal prvním šéfredaktorem TeleRadio-Moldova.

## Stanice

### Rozhlasové
- Radio Moldova: Radio Moldova je veřejnoprávní rozhlasová stanice založená 8. října 1939 jako "Radio Bessarabia". Její program je informativní.
- Radio Moldova Tineret: stanice zaměřená na mladé posluchače, s hudebními a časopiseckými pořady.
- Radio Moldova Muzical: rádio specializované na klasickou a akademickou hudbu.

V letech 1992-2013 existovala mezinárodní verze (Radio Moldova Internațional), která nabízela pořady v ruštině, rumunštině, angličtině, francouzštině a španělštině.

### Televizní
- Moldova 1: Založena dne 30. dubna 1958, Její programování je obecné.
- Moldova 2: Zahájeno v roce 2016, je alternativou k prvnímu kanálu.

TRM měla také vlastní mezinárodní kanál TV Moldova Internațional, který byl spuštěn v lednu 2007, ale v lednu 2013 byl z finančních důvodů uzavřen.

## Vedení
Dne 31. prosince 2009 dozorčí rada společnosti Teleradio-Moldova odvolala ředitele Radia Moldova Veaceslava Gheorghişenca poté, co 30. prosince odvolala předsedu společnosti Valentina Todercana a ředitelku stanice Moldova 1 Adelu Răileanu. Členové rady své rozhodnutí zdůvodnili tím, že se společnost v uplynulých letech změnila v politický nástroj, porušila právo na vyjádření a zásadu nestrannosti a plurality názorů. Rovněž na tato volná místa dozorčí rada vyhlásila konkurs.
Novým ředitelem "Teleradio-Moldova" se stal Constantin Marin. Od roku 2004 byl ředitelem fakulty žurnalistiky a komunikačních věd na Moldavské státní univerzitě. Předtím byl šéfredaktorem Radia Moldova Internațional a vedoucím lektorem katedry dějin žurnalistiky. Je autorem knih "Občanská společnost mezi politickým mýtem a sociální prosbou", "Institucionální komunikace" a "Komunitní rozvoj a participace".

### Ředitelé
- Feodosie Vidraşcu (1957–1961)
- Vladimir Croitoru (1961–1965)
- Leonid Culiuc (1965–1967)
- Ştefan Lozan (1967–1989)
- Adrian Usatîi (1989–1997)
- Tudor Olaru (1997–2000)
- Iulian Magaleas (2000–2003)
- Ion Gonţa (2002–2003)
- Artur Efremov (červen 2003 – březen 2004)
- Ilie Teleşcu (březen 2004 – duben 2007)
- Valentin Todercan (10. dubna 2007 – 30. prosince 2009)
- Constantin Marin (5. února 2010 – listopad 2014)
- Olga Bordeianu (4. června 2015 – současnost)

### Šéfredaktoři
- Nicolae Lupan
- Valeriu Saharneanu (1991–1994)